# Unterholzen (Winzer)
Unterholzen ist ein Gemeindeteil  des Marktes Winzer im Landkreis Deggendorf in Bayern.

## Lage und Erreichbarkeit
Die Einöde Unterholzen befindet sich circa 500 Meter nordöstlich der Gemeinde Winzer und ist durch die Pledlstraße und die Schwanenkirchener Straße mit ihr verbunden. Südlich der Siedlung fließt der Unterholzer Mühlbach.

## Geschichte
Die Einöde Unterholzen geht auf eine abseits des Ortes Winzer gelegene Mühle zurück. 1480 wurde diese von Ritter Georg von Puchberg, Besitzer der Burg Hochwinzer, gekauft. Die in amtlichen Dokumenten auch als Unterholzermühle erwähnte Siedlung gehört als Gemeindeteil zu Winzer und unterstand im 19. Jahrhundert dem Gericht in Hengersberg sowie dem Bezirksamt Deggendorf. Für das Jahr 1861 werden vier Gebäude mit insgesamt acht Einwohnern für die Einöde Unterholzen genannt.

## Entwicklung der Einwohnerzahlen
| Jahr | Einwohner |
| ---- | --------- |
| 1861 | 8         |
| 1871 | 10        |
| 1925 | 9         |
| 1950 | 13        |
| 1970 | 3         |
| 1987 | 2         |